# شهرستان ایدالگو (تگزاس)

موقعیت شهرستان در ایالت تگزاس

ایدالگو یا هیدالگو یکی از شهرستان‌های ایالت تگزاس می‌باشد. طبق سرشماری سال ۲۰۱۰، جمعیت آن ۷۷۴٬۷۶۹ نفر بود، این شهر هشتمین شهر پرجمعیت تگزاس شناخته شده‌است. مرکز شهرستان ادینبورو و بزرگترین شهر آن مک آلن است. این شهر به خاطر میگل هیدالگو وای کاستیلا، کشیشی که خواستار استقلال مکزیک از اسپانیا شد، نامگذاری شده‌است.
شهرستان هیدالگو توسط اداره سنجش آمار شهری ایالات متحده به عنوان پرجمعیت‌ترین منطقه آماری کلان‌شهری ایالات متحده آمریکا تعیین شده‌است. این شهرستان در دره ریو گراند در جنوب تگزاس قرار دارد و یکی از شهرستانهای به سرعت در حال رشد در ایالات متحده است.